# 雙層玻璃
複層玻璃，或稱絕緣玻璃（Insulated Glass）、雙層玻璃（Double glazing, double-pane glass windows）、中空玻璃等，由兩片或兩片以上玻璃板構成，中間以惰性氣體、乾燥空氣充填或進行真空處理，充當屏障，用以減少熱交換或噪音傳遞。

## 歷史
複層玻璃是演化自傳統框格窗（或稱推拉窗）和防風窗。框格窗通常由兩塊可上下拉動的窗板製成，以此分隔內部和外部空間。在夏天，框格窗的外部會安裝紗窗以防止動物和昆蟲侵入。在冬天，紗窗會被拆除並替換成防風窗，在內部和外部空間形成兩層分隔，增加窗戶在寒冬時節的防寒效果。為了通風，防風窗可懸掛在可拆卸的絞鏈環上，並使用金屬摺疊臂旋開。
傳統的防風窗和紗窗相對耗時且費力，需要在春季拆除和存放防風窗，並在秋季重新安裝防風窗和存放紗窗。大型防風窗框和玻璃的重量使得在高層建築裝卸防風窗成為一項艱鉅任務，需要反覆爬上梯子到達每個窗戶，並試圖將窗戶固定到位，同時確保固定夾固定在邊緣。
此外，防風窗缺乏現代複層玻璃窗的密封空氣間隙，這意味著兩層玻璃之間的間隙中會形成冷凝和對流，從而大大降低其隔熱效果。
由於複層玻璃包含非常緊湊的多層空氣和玻璃夾層，因而減少對防風窗的需求。紗窗也可以全年安裝在中空玻璃上，並且以允許在房屋內部裝卸的方式安裝，消除了爬上房屋外部來維修窗戶的需要。
早在1870年代，蘇格蘭、瑞士和德國的一些房屋就配備了雙層玻璃窗，但這是透過在現有窗戶上粘貼第二塊玻璃實現的。最早的雙層玻璃窗是透過在兩片玻璃間保留一層空氣，作為天然的絕緣體，以減少建築物內部熱量的散失。然而，由
1865年，美國人湯馬士·D·史泰森（Thomas D. Stetson）發明的雙層玻璃系統獲得專利，該裝置用木質間隔條將兩片玻璃區隔開，並用膩子做黏合，但他的專利在商業上沒有成功。1930年，查爾斯·D·海文（Charles D Haven）發明了將兩片玻璃黏合於單獨窗框的雙層玻璃窗，海文發現內部和外部玻璃片的收縮和膨脹導致黏合和間隙材料的形變，足以破壞與密封塗層的黏合。因此他對內部空氣進行脫水處理，再將其密封以避免產品故障。然而他所要求的玻璃在當時生產成本很高，直到四年後才找到一家製造商，叫做Libbey Owens Ford，願意生產他的產品並申請專利。這個產品的商標名為「Thermopane」。Thermopane與現代的雙層玻璃窗顯著不同，兩塊玻璃板是透過一個玻璃密封（glass seal）焊接在一起。得益於公司的行銷，這個商品在1950和60年代美國十分風行。
1970年代，能源危機的騰空出現促使各國政府改變建築法規，一些國家提供贈款和低利貸款以提高建築能源效率，當中包括安裝複層玻璃。此次危機也增加民眾對隔熱良好的節能房屋和雙層玻璃的需求，加速了複層玻璃的普及。能源危機後期，英國引入了U值限制，加上浮法玻璃成本的降低，創造了對複層玻璃的最佳市場需求。1980年代，隨著製造技術的進步和斷熱接縫的增加，越來越多住宅和商用建築選擇採用絕緣玻璃。那時，真空絕緣玻璃作為一種實驗性技術最早發展起來，但缺點是密封效果較差，耐久性不高。2000年代，真空絕緣技術的進步重新引起人們的興趣和研究，使其在商業上變為可行。
2012年，80%的英國住宅都裝有複層玻璃。

## 構造
中空玻璃由不同構件組成，包含：

典型的複層玻璃斷面圖中間層 (Air Space)
玻璃板 (Glass Lite)
矽利康封膠 (Silicone Seal)
乾燥劑 (Desiccant)
墊片 (Spacer)
丁基橡膠封膠 (Butyl Seal)

1. 玻璃－中空玻璃中的玻璃有多種厚度或類型，安全或強度優先的區域可使用夾層玻璃或強化玻璃。在需要額外隔熱或隔音的情況下，中空玻璃還可包含三塊或更多塊玻璃[8]。
2. 墊片（或稱間隔件）－使用間隔件將兩塊玻璃板在窗框邊緣相遇的地方分開。這些墊片通常含有某種乾燥劑，可以吸收玻璃之間的水分並防止起霧[8]。
3. 氣體－玻璃會在在其中填入乾燥氣體、惰性氣體（如氬氣、氪氣、氙氣、六氟化硫），或抽成真空，以提高建築的能源效率[3]。
4. 窗框－中空玻璃適用於許多不同類型的窗戶，如框格窗、觀景窗、平開窗和天窗[8]。

## 特性
在雙層玻璃諸多性能指標中，能夠用來判別其節能特性的主要有傳熱係數（U值、K值）和太陽得熱係數（SHGC）。U值是指當是內外溫差為1K時，建築物外殼單位面積在單位時間內之傳透熱量，以W/㎡‧K表示。它不考慮太陽直射下的太陽熱。一般來說，U值越低，窗玻璃的保溫隔熱性能越好。太陽得熱係數SHGC是指太陽輻射能量透過窗玻璃傳入室內的量，與通過相同尺寸的無玻璃開口傳入室內的量。SHGC值越低，太陽輻射產生的熱量就越少。普通单片玻璃的傳熱係數是6、中空玻璃是3、双中空玻璃是1.5-1.8，真空玻璃在0.6以下。雙層玻璃間中间因有乾燥气体或者惰性气体，玻璃與空氣接觸之表面會產生空氣薄層，而形成熱阻，達到斷熱效果。此外，该气体长期被密封在内部无法与外界对流，所以两层玻璃之间相互传导的热量很少，起到了很好的隔热作用。使用它作为窗户玻璃，使冬天房间迅速暖和，室内暖气不易散失。夏天室内空调，冷气不易外逸，有效减轻室内暖气负荷。
單片玻璃在室內一定相對濕度下，若室內外溫差較大時，玻璃表面溫度達到霧點以上，玻璃表面便會結露、起霧。因複層玻璃中間是乾燥空氣層，四周鋁條亦灌有乾燥劑，有斷絕冷空氣之效果，故溫差大也不會有起霧、結露的現象，尤其防止複層玻璃的「內結露」。
複層玻璃亦提供良好隔音效果，主要是聲音的傳播在固體與氣體有不同的速率。对穿透力较强的中低频率噪音（如交通噪音、施工、次声波等），降噪隔音效果显著。